# Jeu sur ordinateur personnel
 (octobre 2019).
Si vous disposez d'ouvrages ou d'articles de référence ou si vous connaissez des sites web de qualité traitant du thème abordé ici, merci de compléter l'article en donnant les références utiles à sa vérifiabilité et en les liant à la section « Notes et références ».

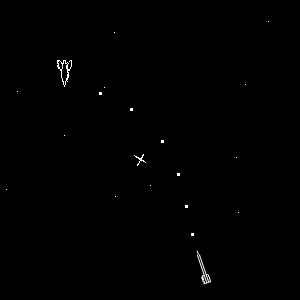
jeu Spacewar!

Un jeu sur ordinateur personnel est un jeu vidéo utilisant comme support un ordinateur personnel quels que soient son architecture ou son système d'exploitation, plutôt qu'une plate-forme dédiée de type console de jeux vidéo, ou que tout autre forme de systèmes comme la borne d'arcade, le smartphone ou la tablette. 
Généralement, les ordinateurs personnels qui remplissent ce rôle sont des PC qui ont Microsoft Windows comme système d'exploitation, bien que Mac OS et Linux soient également utilisés dans une moindre mesure. Par le passé, plusieurs types de micro-ordinateurs ont été populaires, en particulier le Commodore 64.
Jusqu'au début des années 2000, l'emballage des jeux pour ordinateur était assez imposant : les disquettes ou le CD-ROM étaient dans une boîte en carton plus grande que les jaquettes DVD. Ces boîtes en carton sont appelées « big box » en anglais. Ces "big box" ont disparu en Europe vers l'année 2002.  La disparition de ce type d'emballage s'explique par leur volume, qui entraîne des frais de conception, de stockage et de port plus importants que la jaquette DVD.
Depuis le début des années 2000, l’industrie du jeu vidéo a connu une transition majeure vers la dématérialisation. Les plateformes de distribution numériques comme Steam, l'Epic Games Store ou GOG sont devenues des acteurs dominants dans l’industrie. Ces plateformes permettent aux utilisateurs d’acheter, de télécharger et de jouer à des jeux directement depuis leur ordinateur, sans nécessiter de support physique. 
La dématérialisation a également permis l’émergence de nouveaux modèles économiques, tels que le free-to-play et les abonnements comme Xbox Game Pass. Ces services offrent un accès illimité à une bibliothèque de jeux pour un abonnement mensuel. En outre, la dématérialisation a facilité le développement et la distribution de jeux indépendants. Cependant, la dématérialisation a également soulevé des questions sur la propriété des jeux, car contrairement aux jeux sur support physique, les jeux dématérialisés sont souvent liés à un compte utilisateur spécifique et ne peuvent pas être revendus ou échangés.